# Terreno de marinha
Os terrenos de marinha são bens imóveis de propriedade da União Federal brasileira, constituídos por uma faixa de 33 metros de largura, medidos horizontalmente para a parte da terra, a partir da posição da linha do preamar-médio de 1831. Estão entre os bens públicos definidos pela Constituição Federal brasileira como pertencentes à União.

## Definição legal
De acordo com o artigo 2º do Decreto-Lei nº 9.760, de 5 de setembro de 1946, são terrenos de marinha:
Art. 2º. São terrenos de marinha, em uma profundidade de 33 (trinta e três) metros, medidos horizontalmente, para a parte da terra, da posição da linha do preamar-médio de 1831:
a) os situados no continente, na costa marítima e nas margens dos rios e lagoas, até onde se faça sentir a influência das marés;
b) os que contornam as ilhas situadas em zona onde se faça sentir a influência das marés.
Para os efeitos legais, a influência das marés é caracterizada pela oscilação periódica de 5 (cinco) centímetros pelo menos, do nível das águas, que ocorra em qualquer época do ano.

## Origem histórica
A origem dos terrenos de marinha remonta ao período colonial brasileiro. Durante o Império Português, o rei de Portugal precisava garantir uma faixa de segurança ao longo do litoral, principalmente para fins de defesa territorial. Na época, a medida de 15 braças (equivalente a 33 metros) era considerada suficiente para propiciar o livre deslocamento de um pelotão militar no litoral e garantir trânsito livre para qualquer incidente do serviço do rei e defesa do país.
Essa faixa também era destinada a facilitar a pesca e a navegação, sendo suficiente para que os pescadores puxassem suas redes. Com o passar do tempo, o instituto dos terrenos de marinha foi incorporado ao ordenamento jurídico brasileiro e mantido mesmo após a independência, sendo regulamentado por diversas leis ao longo da história.

## Legislação aplicável
Os terrenos de marinha são regidos por diversas normas jurídicas, sendo as principais:
- Constituição Federal de 1988 - Art. 20, inciso VII, que define os terrenos de marinha e seus acrescidos como bens da União
- Decreto-Lei nº 9.760/1946 - Principal norma sobre o tema, que dispõe sobre os bens imóveis da União
- Decreto-Lei nº 2.398/1987 - Dispõe sobre foros, laudêmios e taxas de ocupação relativas a imóveis da União
- Lei nº 13.139/2015 - Alterou disposições sobre demarcação e gestão dos terrenos de marinha
- Lei nº 13.240/2015 - Dispôs sobre a administração, a alienação e a transferência de gestão de imóveis da União
- Lei nº 14.474/2022 - Alterou a forma de reajuste das receitas patrimoniais e procedimentos de demarcação

## Demarcação
A demarcação dos terrenos de marinha é realizada pela Secretaria do Patrimônio da União (SPU), órgão do governo federal responsável pela gestão patrimonial dos bens da União. O procedimento envolve a determinação da posição da Linha do Preamar Médio (LPM) de 1831, a partir da qual se mede a faixa de 33 metros que constitui o terreno de marinha.
De acordo com a Lei nº 14.474/2022, que alterou o Decreto-Lei nº 9.760/1946, o procedimento de demarcação física de limites entre os terrenos de domínio da União e os imóveis de terceiros pode ser realizado pela União, por outros entes públicos ou por particulares, nos termos definidos pela SPU.
A legislação atual também determina que a SPU deve realizar audiência pública no âmbito do processo demarcatório, presencial ou eletrônica, nos municípios abrangidos pelo trecho a ser demarcado. Esse procedimento visa garantir maior transparência e participação da população no processo de demarcação.

## Regimes de utilização
Os terrenos de marinha, por serem bens públicos da União, podem ser utilizados pelos particulares sob diferentes regimes:

### Aforamento (enfiteuse)
O aforamento é um instituto jurídico que confere ao particular (foreiro) o domínio útil de um imóvel público, mediante o pagamento de uma pensão anual chamada foro. A União mantém o domínio direto sobre o imóvel. O foro corresponde a 0,6% do valor do terreno, excluídas as benfeitorias.
Nas transferências do domínio útil, o adquirente deve pagar o laudêmio, que corresponde a 5% do valor do terreno e benfeitorias, conforme o Decreto-Lei nº 2.398/1987.
Apesar de o Código Civil de 2002 (art. 2.038) ter proibido a constituição de novas enfiteuses, aquelas já existentes foram mantidas, incluindo as relativas a terrenos de marinha, conforme previsto no art. 49, § 3º do Ato das Disposições Constitucionais Transitórias (ADCT).

### Ocupação
A ocupação é um instituto precário que permite ao particular utilizar o terreno de marinha mediante o pagamento de uma taxa de ocupação. Diferente do aforamento, a ocupação não confere direitos reais sobre o imóvel e pode ser revogada a qualquer tempo.
A taxa de ocupação é de 2% do valor do terreno, excluídas as benfeitorias, conforme estabelecido pelo Decreto-Lei nº 2.398/1987, com redação dada pela Lei nº 13.240/2015.

### Cessão
A cessão de uso é o instrumento por meio do qual a União transfere a estados, municípios ou entidades sem fins lucrativos a utilização de terrenos de marinha para fins de interesse público. Pode ser gratuita ou onerosa, conforme o caso.

## Funções e importância
Atualmente, os terrenos de marinha desempenham diversas funções:
1. Função ambiental - Proteção de ecossistemas costeiros como manguezais, restingas e dunas
2. Função social - Garantia de acesso público às praias e ao mar
3. Função econômica - Geração de receitas para a União através de foros, taxas de ocupação e laudêmios
4. Função de segurança - Proteção contra eventos climáticos extremos e elevação do nível do mar
5. Função de ordenamento territorial - Controle da ocupação da zona costeira

## Debates e controvérsias
Os terrenos de marinha são objeto de intenso debate no Brasil, principalmente devido a controvérsias sobre:
1. Cobrança de taxas e foros - Muitos ocupantes e foreiros contestam a legitimidade e o valor das cobranças
2. Dificuldades na demarcação - A determinação da Linha do Preamar Médio de 1831 é tecnicamente complexa
3. Insegurança jurídica - Incerteza sobre direitos de proprietários e ocupantes de imóveis em áreas potencialmente classificáveis como terrenos de marinha
4. Propostas de extinção - Tramitam no Congresso Nacional diversas propostas para extinguir o instituto dos terrenos de marinha, transferindo sua propriedade para estados, municípios ou particulares

### PEC 3/2022
A Proposta de Emenda à Constituição nº 3/2022, em tramitação no Senado Federal, visa alterar a Constituição para transferir os terrenos de marinha e seus acrescidos para:
- Estados e municípios, quando afetados ao serviço público estadual ou municipal
- Foreiros e ocupantes regularmente inscritos na SPU
- Ocupantes não inscritos, quando a ocupação datar de pelo menos cinco anos antes da publicação da emenda

A proposta é controversa. Defensores argumentam que modernizaria a legislação e garantiria segurança jurídica aos ocupantes. Críticos afirmam que poderia promover privatização de áreas públicas, especulação imobiliária e riscos ambientais, além de impactar comunidades tradicionais e reduzir a capacidade de adaptação às mudanças climáticas.